# كودي فولر
كودي فولر (بالإنجليزية: Cody Fowler)‏ هو محامي أمريكي، ولد في 8 ديسمبر 1892 في أرلينغتون في الولايات المتحدة، وتوفي في 8 سبتمبر 1978 في Tampa General Hospital ‏ في الولايات المتحدة.